# Ивановка (Хорошевский район)
Ивановка (укр. Іванівка) — село на Украине, основано в 1915 году, находится в Хорошевском районе Житомирской области.
Население по переписи 2001 года составляет 80 человек. Почтовый индекс — 12120. Телефонный код — 4145. Занимает площадь 7,33 км².

## Адрес местного совета
12120, Житомирская область, Хорошевский р-н, с. Краевщина, тел.: 3-37-39